# Aljona Bondarenko
Aljona Volodomirivna Bondarenko (Oekraïens: Альона Володимирівна Бондаренко) (Kryvy Rih, 13 augustus 1984) is een voormalig professioneel tennisspeelster uit Oekraïne.
Aljona Bondarenko werd op vijfjarige leeftijd door haar vader begeleid naar haar eerste tennisvereniging. Haar beide ouders zijn tenniscoach en haar moeder was lange tijd haar vaste coach. Haar zussen Valeria en Kateryna Bondarenko spelen ook professioneel tennis.
Op 8 juli 2010 trad Aljona Bondarenko in het huwelijk met haar nieuwe coach Nikolay Dyachok.

## Loopbaan
Bondarenko debuteerde in 2003 in de WTA-tour op het toernooi van Bogota. Zij speelde in 2002 en 2005 voor het Oekraïense Fed Cup-team.
Haar grootste overwinning boekte zij tijdens het WTA-toernooi van Warschau 2007 – in de halve finale versloeg zij de Russin Svetlana Koeznetsova (destijds de nummer 5 van de wereld) met 6-2 en 7-6. Een andere mooie overwinning boekte zij tijdens het WTA-toernooi van Zürich in 2007 – in de tweede ronde versloeg zij Amélie Mauresmo met 2-6, 6-4 en 6-1. Tijdens het WTA-toernooi van Rosmalen 2008 versloeg zij in de kwartfinale Anna Tsjakvetadze (destijds nummer 8 van de wereld) met 6-2, 3-6 en 6-2. Dit was haar derde overwinning op een toptienspeelster.
Aljona Bondarenko wist twee WTA-toernooien te winnen in het enkelspel. Zij was de sterkste in Luxemburg in 2006 – in de halve finale van dat toernooi moest zij één matchpoint-tegen wegwerken tegen de Tsjechische Květa Peschke; in de finale versloeg zij Francesca Schiavone. Tijdens dat toernooi was zij de nummer 62 van de wereld – door haar overwinning werd zij de op een na laagst geplaatste speelster die een Tier II-toernooi won. Aan het begin van 2010 won zij het WTA-toernooi van Hobart – in de finale versloeg zij Shahar Peer met 6-2 en 6-4.
Daarnaast was Bondarenko driemaal verliezend finaliste op WTA-enkelspeltoernooien.
In het dubbelspel won zij vier titels, de eerste in 2006 in Istanbul samen met de Wit-Russin Anastasija Jakimava en vervolgens het Australian Open en Parijs in 2008 en Praag in 2009, alle drie samen met haar zuster Kateryna.

## Posities op deWTA-ranglijst
Positie per einde seizoen:
| jaar | rang enkelspel | rang dubbelspel |
| ---- | -------------- | --------------- |
| 1999 | 652            | 486             |
| 2000 | 493            | 386             |
| 2001 | 378            | 353             |
| 2002 | 191            | 283             |
| 2003 | 190            | 235             |
| 2004 | 126            | 137             |
| 2005 | 73             | 147             |
| 2006 | 32             | 51              |
| 2007 | 22             | 53              |
| 2008 | 32             | 11              |
| 2009 | 33             | 39              |
| 2010 | 36             | 104             |
| 2011 | 253            | 249             |
| 2017 | 1159           | 582             |

## Palmares
| Legenda                | Legenda                  |
| ---------------------- | ------------------------ |
| Grandslamtoernooi      |                          |
| Olympische Spelen      |                          |
| Year-End Championships |                          |
| tot 2009               | 2009 – 2020 / vanaf 2021 |
| Tier I                 | Premier Mandatory        |
| Tier II                | Premier Five / WTA 1000  |
| Tier III               | Premier / WTA 500        |
| Tier IV & V            | International / WTA 250  |
|                        | Challenger / WTA 125     |

### WTA-finaleplaatsen enkelspel
| nr.              | finale     | toernooi       | ondergrond    | tegenstandster      | score         |         |
| ---------------- | ---------- | -------------- | ------------- | ------------------- | ------------- | ------- |
| gewonnen finales |            |                |               |                     |               |         |
| 1.               | 2006-10-01 | WTA Luxemburg  | hardcourt (i) | Francesca Schiavone | 6-3, 6-2      | details |
| 2.               | 2010-01-16 | WTA Hobart     | hardcourt     | Shahar Peer         | 6-2, 6-4      | details |
| verloren finales |            |                |               |                     |               |         |
| 1.               | 2005-02-12 | WTA Haiderabad | hardcourt     | Sania Mirza         | 4-6, 7-5, 3-6 | details |
| 2.               | 2007-05-06 | WTA Warschau   | gravel        | Justine Henin       | 1-6, 3-6      | details |
| 3.               | 2009-05-23 | WTA Warschau   | gravel        | Alexandra Dulgheru  | 6-7, 6-3, 0-6 | details |

### WTA-finaleplaatsen vrouwendubbelspel
| nr.              | finale     | toernooi        | ondergrond    | partner             | tegenstandsters                           | score         |         |
| ---------------- | ---------- | --------------- | ------------- | ------------------- | ----------------------------------------- | ------------- | ------- |
| gewonnen finales |            |                 |               |                     |                                           |               |         |
| 1.               | 2006-05-27 | WTA Istanbul    | gravel        | Anastasija Jakimava | Sania Mirza Alicia Molik                  | 6-2, 6-4      | details |
| 2.               | 2008-01-27 | Australian Open | hardcourt     | Kateryna Bondarenko | Viktoryja Azarenka Shahar Peer            | 2-6, 6-1, 6-4 | details |
| 3.               | 2008-02-10 | WTA Parijs      | hardcourt (i) | Kateryna Bondarenko | Eva Hrdinová Vladimíra Uhlířová           | 6-1, 6-4      | details |
| 4.               | 2009-07-18 | WTA Praag       | gravel        | Kateryna Bondarenko | Iveta Benešová Barbora Záhlavová-Strýcová | 6-1, 6-2      | details |
| verloren finales |            |                 |               |                     |                                           |               |         |
| 1.               | 2009-01-16 | WTA Hobart      | hardcourt     | Kateryna Bondarenko | Gisela Dulko Flavia Pennetta              | 2-6, 6-7      | details |
| 2.               | 2009-07-12 | WTA Boedapest   | gravel        | Kateryna Bondarenko | Alisa Klejbanova Monica Niculescu         | 4-6, 6-7      | details |

### Gewonnen ITF-toernooien enkelspel
| nr. | finale     | toernooi      | ondergrond | tegenstandster in finale | score         |
| --- | ---------- | ------------- | ---------- | ------------------------ | ------------- |
| 1.  | 2002-06-30 | Fontanafredda | gravel     | Mara Santangelo          | 6-3, 6-0      |
| 2.  | 2003-09-07 | Zjoekovski    | hardcourt  | Olha Savtsjoek           | 6-2, 6-3      |
| 3.  | 2004-04-25 | Bari          | gravel     | Kateryna Bondarenko      | 2-6, 6-2, 6-4 |
| 4.  | 2006-03-19 | Orange        | hardcourt  | Yvonne Meusburger        | 6-3, 7-5      |
| 5.  | 2007-09-12 | Charkov       | hardcourt  | Vesna Manasieva          | 6-1, 6-1      |

### Gewonnen ITF-toernooien dubbelspel
| nr. | finale     | toernooi         | ondergrond | partner             | tegenstandsters in finale                  | score         |
| --- | ---------- | ---------------- | ---------- | ------------------- | ------------------------------------------ | ------------- |
| 1.  | 2000-06-18 | Kędzierzyn-Koźle | gravel     | Valeria Bondarenko  | Jelena Kovaltsjoek Olga Lazartsjoek        | 6-4, 6-2      |
| 2.  | 2002-10-20 | Joué-lès-Tours   | hardcourt  | Valeria Bondarenko  | Michaela Paštiková Jasmin Wöhr             | 7-6, 4-6, 6-3 |
| 3.  | 2003-06-01 | Warschau         | gravel     | Valeria Bondarenko  | Iryna Koerjanovitsj Olga Lazartsjoek       | 6-3, 6-4      |
| 4.  | 2003-09-07 | Zjoekovski       | hardcourt  | Valeria Bondarenko  | Goelnara Fattachetdinova Maria Kondratjeva | 6-7, 6-4, 6-3 |
| 5.  | 2004-07-04 | Orbetello        | gravel     | Galina Fokina       | Joeliana Fedak Andreea Vanc                | 6-7, 6-2, 7-5 |
| 6.  | 2004-07-25 | Innsbruck        | gravel     | Galina Fokina       | Stanislava Hrozenská Lenka Němečková       | 6-4, 6-2      |
| 7.  | 2004-09-26 | Batoemi          | hardcourt  | Galina Fokina       | Anna Bastrikova Irina Kotkina              | 6-2, 6-2      |
| 8.  | 2006-03-17 | Orange           | hardcourt  | Kateryna Bondarenko | Stéphanie Dubois Lilia Osterloh            | 6-2, 6-4      |

## Resultaten grandslamtoernooien
| Legenda | Legenda                          |
| ------- | -------------------------------- |
| g.t.    | geen toernooi gehouden           |
| l.c.    | lagere categorie                 |
| –       | niet deelgenomen                 |
| G       | uitgeschakeld in de groepsfase   |
| 1R      | uitgeschakeld in de eerste ronde |
| 2R      | uitgeschakeld in de tweede ronde |
| 3R      | uitgeschakeld in de derde ronde  |
| 4R      | uitgeschakeld in de vierde ronde |
| KF      | uitgeschakeld in de kwartfinale  |
| HF      | uitgeschakeld in de halve finale |
| F       | de finale verloren               |
| W       | het toernooi gewonnen            |
| w-v     | winst/verlies-balans             |

### Enkelspel
| Toernooi        | 2005 | 2006 | 2007 | 2008 | 2009 | 2010 | 2011 | w-v |
| --------------- | ---- | ---- | ---- | ---- | ---- | ---- | ---- | --- |
| Australian Open | 1R   | 1R   | 3R   | 2R   | 3R   | 4R   | –    | 8-6 |
| Roland Garros   | 1R   | 1R   | 2R   | 1R   | 1R   | 3R   | 1R   | 3-7 |
| Wimbledon       | 3R   | 1R   | 3R   | 2R   | 1R   | 3R   | 1R   | 7-7 |
| US Open         | 1R   | 2R   | 3R   | 3R   | 2R   | 3R   | 1R   | 8-7 |

### Vrouwendubbelspel
| Toernooi        | 2005 | 2006 | 2007 | 2008 | 2009 | 2010 | 2011 | w-v  |
| --------------- | ---- | ---- | ---- | ---- | ---- | ---- | ---- | ---- |
| Australian Open | 2R   | –    | 2R   | W    | 1R   | 1R   | –    | 8-4  |
| Roland Garros   | –    | 3R   | 2R   | HF   | 2R   | KF   | 1R   | 11-6 |
| Wimbledon       | 1R   | 1R   | 2R   | –    | 1R   | 1R   | –    | 1-5  |
| US Open         | –    | 2R   | 2R   | 3R   | 1R   | 2R   | 2R   | 6-6  |

### Gemengd dubbelspel
| toernooi        | 2009 | w-v |
| --------------- | ---- | --- |
| Australian Open | 1R   | 0-1 |
| Roland Garros   | –    | 0-0 |
| Wimbledon       | –    | 0-0 |
| US Open         | –    | 0-0 |